# Michael Kenna (fotograf)
Michael Kenna (* 20. listopadu 1953) je anglický fotograf nejznámější svými neobvyklými černobílými krajinami s éterickým světlem dosaženým fotografováním za úsvitu nebo v noci s expozicí až 10 hodin. Jeho fotografie se soustředí na interakci mezi pomíjivými atmosférickými podmínkami přírodní krajiny a lidmi vytvořenými strukturami a sochařskou hmotou.
O jeho práci bylo publikováno mnoho knih, jejichž témata sahají od The Rouge v Dearbornu v Michiganu až po zasněžený ostrov Hokkaidó v Japonsku. Kennova práce je také uložena ve stálých sbírkách ve Francouzské národní knihovně v Paříži, Národní galerie ve Washingtonu, Tokijském muzeu fotografie a Victoria and Albert Museum v Londýně.

## Životopis
Kenna se narodil v roce 1953 v průmyslovém městě Widnes na severozápadě Anglie. Kenna vyrůstal s pěti sourozenci v chudé, dělnické, irsko-katolické rodině. Sedm let (do 17 let) navštěvoval seminární školu s úmyslem stát se knězem. Poté, co objevil svůj talent pro umění, rozhodl se nevstoupit ke svatému kněžství ve prospěch kreativnější kariéry, přestože jeho rodina jeho zájem nepovažovala za realistickou možnost obživy.
Po roce na Banbury School of Art, kde získal svou první fotografickou výuku, se Kenna přihlásil na London College of Printing na katedru grafického designu a komerční fotografie a usoudil, že půjde s tou, která ho přijala jako první (dostudoval v roce 1976). Zatímco se věnoval své zálibě v krajinářské fotografii, využil každé příležitosti, aby své řemeslo provozoval komerčně. Fotografoval divadelní zkoušky a pro nahrávací společnosti a tisk; pomáhal dalším fotografům a prodával fotografie Henri Cartier-Bressona, Cornella Capy, Marca Ribouda a Jacqua-Henriho Lartigua pro agenturu John Hillelson Agency na Fleet Street.
V roce 1977 se Kenna přestěhoval do San Francisca, aby měl příležitost ukázat a prodat svou práci v galeriích. Tam se setkal s Ruth Bernhardovou, která ho v roce 1977 najala jako svého tiskaře. Během následujících osmi let ho seznámila s tvůrčím potenciálem tiskového procesu ve svých jedinečných metodách manipulace a interpretace negativu.

## Dílo
Kennova fotografie se zaměřuje na neobvyklé krajiny s éterickým světlem dosaženým fotografováním za úsvitu nebo v noci s expozicí až 10 hodin. Přibližně od roku 1986 používá hlavně středoformát Hasselblad a fotoaparáty Holga, což odpovídá čtvercovému formátu většiny jeho fotografií.  Hlavní výjimkou byly fotografie v Monique's Kindergarten, kde byl použit velkoformátový fotoaparát 4×5.
Jeho práce byly vystaveny v galeriích a muzejních výstavách v Asii, Austrálii a Evropě. Má fotografie ve sbírkách Národní galerie umění ve Washingtonu, DC, Patrimoine photographique v Paříži, Uměleckoprůmyslového muzea v Praze a Victoria and Albert Museum v Londýně. Jeho fotografie ruin koncentračních táborů byla uvedena v úvodních titulcích filmu o holocaustu Esther's Diary (2010). 
Kenna také dělal komerční práci pro takové klienty jako Volvo, Rolls-Royce, Audi, Sprint, Dom Perignon a Španělská turistická rada.
V roce 2000 ministerstvo kultury ve Francii jmenovalo Kennu rytířem v Řádu umění a literatury.

## Publikace
- Michael Kenna Photographs. Stephen Wirtz Gallery a The Weston Gallery, 1984
- The Hound of the Baskervilles. Arion, 1985; Northpoint, 1986
- 1976-1986. Gallery Min, 1987
- Night Walk. Friends of Photography, 1988
- Michael Kenna. Min Gallery, 1990
- Le Desert de Retz. Arion, 1990
- The Elkhorn Slough and Moss Landing. The Elkhorn Slough Foundation, 1991
- A Twenty Year Retrospective. Treville, 1994; Portland, OR: Nazraeli, 2002
- The Rouge. Ram, 1995
- The Silverado Squatters. Arion, 1996
- Monique's Kindergarten. Portland, OR: Nazraeli, 1997
- Le Notre's Gardens. The Huntington Library, Art Collections Library a RAM Publishing, 1997 a 1999
- Night Work. Portland, OR: Nazraeli, 2000
- Impossible to Forget: The Nazi Camps Fifty Years After. Marval; Nazraeli, 2001
- Easter Island. Portland, OR: Nazraeli, 2001
- Japan. Portland, OR: Nazraeli; Treville, 2002
- Calais Lace. Portland, OR: Nazraeli, 2003
- Boarding School. Portland, OR: Nazraeli, 2003
- Ratcliffe Power Station. OR: Nazraeli, 2004
- Retrospective Two. Portland, OR: Nazraeli; Treville, 2004
- Hokkaido. Portland, OR: Nazraeli, 2005
- Montecito Garden. Portland, OR: Nazraeli, 2007
- Mont St Michel. Portland, OR: Nazraeli, 2007
- Mont-Saint-Michel. 21st, 2007
- Images of the Seventh Day, 2011
- In France. Portland, OR: Nazraeli, 2012
- Abruzzo. Italy, OR: Nazraeli, 2017
- One Sunday in Beijing. Paris: Bessard, 2018. Vydání 700 kopií.
- Beyond Architecture. Prestel, NY, Londýn, Mnichov. 2019 ISBN 978-3-7913-8582-2
- Northern England 1983–1986. Paso Robles, California: Nazraeli, 2021. ISBN 978-1-59005-544-1.
- Trees. Paris, Skira, 2023. ISBN 978-2370741943.
- Photographs and Stories. Paso Robles, California: Nazraeli, 2023. ISBN 978-1590055939.

## Ocenění
- Imogen Cunningham Award, San Francisco, Kalifornie, USA, 1981
- Cena za umění ve veřejných budovách, California Arts Council Commission, Sacramento, Kalifornie, USA, 1987
- Cena institutu pro estetický rozvoj, Pasadena, Kalifornie, USA, 1989
- Golden Saffron Award, Consuegra, Španělsko, 1996
- Rytíř Řádu umění a literatury, Ministerstvo kultury, Francie, 2000
- Honorary Master of Arts, Brooks Institute, Santa Barbara, Kalifornie, USA, 2003
- Hae-sun Lee Photography Award, Photographic Artist Association of Korea, Soul, Korea, 2013
- Zvláštní cena, Cena Higašikawy, Hokkaido, Japonsko, 2016[9][10]